# Helmut Horsch
Helmut Horsch (* 12. Oktober 1948 in Girod/Westerwald) ist ein ehemaliger deutscher Fußballspieler und heutiger Fußballtrainer. Bei den Vereinen TuS Neuendorf und SG Wattenscheid 09 hat er von 1967 bis 1974 in den damals zweitklassigen Fußball-Regionalligen Südwest und West insgesamt 188 Ligaspiele bestritten und 45 Tore erzielt. Von 1974 bis 1979 waren es dann bei Wattenscheid noch 160 Spiele in der 2. Fußball-Bundesliga mit weiteren 22 Toren.

## Spielerkarriere
Als aktiver Spieler spielte Horsch in den 1960er Jahren von 1967 bis 1972 als Angreifer für den damaligen Regionalligisten TuS Neuendorf in Koblenz. In den ersten beiden Runden, 1967/68 und 1968/69, wurde er jeweils mit Neuendorf Vizemeister im Südwesten und zog damit in die Bundesligaaufstiegsrunde ein. In der Aufstiegsrunde 1968 hatte es Neuendorf mit Kickers Offenbach, Bayer Leverkusen, Tennis Borussia Berlin und Arminia Hannover zu tun. Horsch belegte mit Mitspielern wie Rudolf Krätschmer, Rudolf Stracke, Willi Kostrewa, Otto Jaworski, Werner Hölzenbein und Hans-Günter Funke unter Trainer Herbert Rappsilber mit 7:9 Punkten den 3. Rang; Horsch hatte all acht Aufstiegsspiele absolviert. Zur Saison 1972/73 wechselte er zur SG Wattenscheid 09 in die Regionalliga West und konnte 1973/74 den Titelgewinn feiern und den Einzug in die BL-Aufstiegsrunde. In der Aufstiegsrunde setzte sich aber Eintracht Braunschweig vor dem punktgleichen 1. FC Nürnberg (beide 11:5 Punkte) durch und Wattenscheid rangierte mit 8:8 Punkten auf dem 3. Gruppenrang. Ab 1974/75 trat er mit der Mannschaft von Mäzen Klaus Steilmann in der neu gegründeten 2. Bundesliga an. In dieser Zeit spielte er dort u. a. unter Trainerlegende Karl-Heinz Feldkamp in einer starken Mannschaft zusammen mit Spielern wie Hannes Bongartz, Heinz-Josef Koitka, Ewald Hammes, Jürgen Jendrossek oder Carlos Babington. Noch heute gilt die Mannschaft aus den 1970er Jahren als eine der Besten der SG Wattenscheid 09. Allerdings gelang es, trotz des gut zusammengesetzten Kaders und der Teilnahme an der Aufstiegsrunde 1974, nicht in die Bundesliga aufzusteigen. Ende der 1970er Jahre hatte Horsch immer mehr mit Verletzungen zu kämpfen, was letztendlich ein frühes Karriereende bedeutete. Im Laufe seiner Karriere hat er sich als schneller Außenstürmer einen Namen gemacht. Allerdings glänzte Horsch eher als Vorlagengeber, denn als Vollstrecker. Er absolvierte insgesamt 161 Zweitligaspiele, in denen er 22 Tore erzielte.

## Trainerkarriere

### Vereinstrainer
Seine Trainerkarriere begann Horsch als Trainer der Amateure des VfL Bochum, wo er zeitgleich zusammen mit Hermann Gerland ebenfalls als Co-Trainer in der Profimannschaft unter Rolf Schafstall arbeitete. Nach zwei erfolgreichen Saisons beim VfL Bochum, in denen der Amateurmannschaft u. a. die Qualifikation zum DFB-Pokal gelang, in dem man in der 2. Runde gegen den damaligen Meister VfB Stuttgart ausschied, wechselte er 1986 zu Preußen Münster und führte den Klub 1987/88 überlegen zur Meisterschaft in der Oberliga Westfalen. In der Aufstiegsrunde zur 2. Bundesliga scheitert der Klub jedoch an Hertha BSC, VfL Wolfsburg, MSV Duisburg und Eintracht Braunschweig. Eine Saison später wurde Münster in einem packenden Ligafinale gegen Arminia Bielefeld erneut Meister und schaffte diesmal auch den Aufstieg in die 2. Liga, indem man sich hinter dem MSV Duisburg in der Aufstiegsgruppe mit Göttingen 05, den Reinickendorfer Füchsen und den TSV Havelse als Zweitplatzierter qualifizierte. Mit diesem Erfolg verabschiedete sich Horsch aus Münster und wurde 1989 Verbandstrainer beim Fußball- und Leichtathletik-Verband Westfalen. Diese Position bekleidete Horsch bis zum 30. Dezember 2013.

### Verbandstrainer
Beim FLVW war Helmut Horsch als Trainer für den Frauen- und Seniorenfußball zuständig. Darüber hinaus war er Ausbilder der C-Lizenz, mit dem Schwerpunkt im Vertiefungsbereich Senioren, Sprecher der DFB-Verbandssportlehrer und saß in dieser Funktion im Vorstand des Bund Deutscher Fußball-Lehrer sowie Mitglied des Lehrstabes Trainerausbildung des DFB.
Im Jahr 2000 begann Horsch überdies für den DFB auf Honorarbasis als Coach der U21-Frauen-Nationalmannschaft zu arbeiten.
Von 2007 bis 2008 war er der erste Trainer der neu gegründeten U-23-Juniorinnen des DFB.

## Erfolge
- Sieger Nordic Cup Turnier: 2006, 2000
- Sieger Länderpokal U 21-Männer: 1998, 1997, 1994, 1993
- Sieger Länderpokal U 20-Frauen: 1993
- Aufstieg in die 2. Bundesliga mit Preußen Münster: 1989
- Westfalenmeister mit Preußen Münster: 1989, 1988
- Westfalenpokalsieger mit VfL Bochum Amateure: 1984
- Meister Regionalliga West mit SG Wattenscheid 09: 1974